# Psautier de Lyon
Le Psautier de Lyon est un corpus poétique élaboré au milieu du XVIe siècle pour constituer une traduction complète du psautier en vers français, sur la base des quarante-neuf psaumes déjà traduits par Clément Marot.

## Les éléments constitutifs
Au départ existaient les Cinquante psaumes de Marot, constitués en fait de 49 psaumes et du Cantique de Siméon. Ces psaumes sont publiés dès 1543 à Genève (les dernières traductions faites par Marot l'ayant été lors de son séjour dans cette ville), et sont ensuite largement réédités à Paris, Lyon, etc., l'œuvre jouissant d'un succès considérable et étant vite appropriée par la mouvance évangélique. La bibliographie des Cinquante psaumes de Marot est assez complexe.
En 1549, Jean Poitevin, chantre de l'église Sainte-Radegonde de Poitiers, faisait paraître sa traduction des Vingt et deux octonaires du psalme cent dixneuf, treize psalmes traduictz par divers autheurs. Avec plusieurs cantiques….
En 1550 puis en 1551, le même faisait paraître à Poitiers Les cent psalmes qui restoient à traduire en rithme françoise (Poitiers : Nicolas Peletier, 1550 et 1551). Des rééditions de ces cent psaumes ont paru à Rouen en 1553 chez Jean Mallard et Robert Du Gort, puis à Mons chez Jean Monsieur en 1554, en même temps qu'une édition des Cinquante psaumes de Marot, et enfin chez Jean Ruelle en 1554 à Paris là encore en même temps qu'une édition des Cinquante psaumes de Marot.

## LePsautier de Lyon

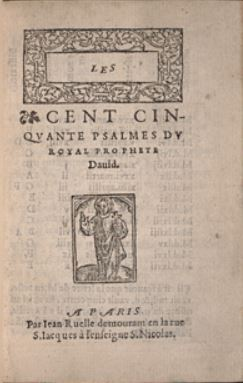
Une édition sans musique du Psautier de Lyon (Paris : Jean Ruelle, [1554 ?]). (c) Univ. of Virginia Libr.

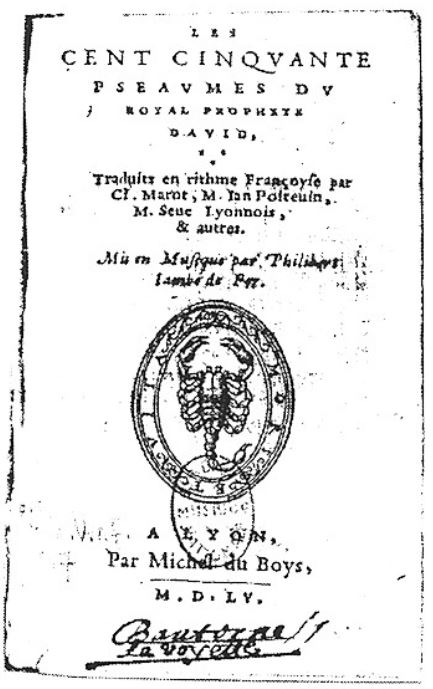
Page de titre des Cent cinquante psaumes (Lyon, 1555), premier exemple du Psautier de Lyon doté de mélodies par Philibert Jambe de Fer.

Le Psautier de Lyon fut constitué quand les psaumes de Marot et Poitevin furent retriés dans leur ordre biblique. Le nom de Psautier de Lyon donné à ce corpus vient du fait que les éditions qui en ont été faites sont majoritairement lyonnaises, et parce que l'œuvre a été dotée de mélodies à Lyon.
Les éditions du Psautier de Lyon qui ont été retrouvées (ou dont on a des indices) sont les suivantes :
- en 1554 à Rouen chez Denis Bouvet, Jean Petit, Raullin Boullent et Bonaventure Belis, en format 16° [8].
- en 1554 à Rouen chez Jean Malard et Robert Du Gord. Edition perdue citée par Du Verdier[9].
- en [1554 ?] à Paris chez Jean Ruelle[10].
- en 1555 à Lyon chez Michel Du Boys, avec les mélodies du Psautier de Genève pour les psaumes de Marot et des mélodies nouvelles composées par Philibert Jambe de fer pour les psaumes de Poitevin, en format 16° [11].
- en 1557 à Lyon chez Gabriel Cotier imprimée par Jean d'Ogerolles en format 16°[12].
- en 1558 à Lyon chez Jacques Crozet ou Antoine Voland, imprimée par Jean Pullon de Trin en format 16°[13].
- en 1558 à Paris chez Nicolas Du Chemin, avec les mélodies de Jambe de fer, et en même temps qu'une édition des Cinquante psaumes de Marot. Édition perdue citée par La Croix Du Maine[14]
- en 1559 à Lyon chez Angelin Benoist. Edition perdue citée par Du Verdier[15].
- en 1561 à Lyon chez Jean d'Ogerolles. Edition perdue, probablement avec les mélodies de Jambe de fer, connue seulement à travers un procès survenu entre Jambe de fer et d'Ogerolles en 1561[16].

## Réception
Ce corpus constitue, le second achèvement d'un psautier complet traduit en vers français, suivant de quelques années le Psautier de Paris et précédant le Psautier de Genève (1562), tous deux également élaborés sur la base des traductions de Marot. À la différence du Psautier de Paris, le recueil fut doté de mélodies par le musicien lyonnais Philibert Jambe de fer, ce qui donne un signe clair de son appropriation par les communautés réformées (et cette version dotée de mélodies fut réimprimée jusqu'à Paris).
La durée de vie de ce corpus fut relativement brève (1554-1561) et on ne dispose pas d'éléments concrets sur sa réception, hormis un nombre de rééditions assez important (neuf en huit ans)